# 秋田県保育所一覧
秋田県保育所一覧（あきたけんほいくしょいちらん）は、秋田県の保育所の一覧。

## 公立保育所

### 秋田市
- 秋田市寺内保育所
- 秋田市河辺保育所
- 秋田市岩見三内保育所
- 秋田市新波保育所
- 秋田市川添保育所
- 秋田市雄和中央保育所

### 能代市
- 能代市第一保育所
- 能代市第三保育所
- 能代市第四保育所
- 二ツ井子ども園
- 高丘子ども園
- きみまち子ども園

### 横手市
- たいゆう保育園
- 川西保育所
- 白山保育所
- 里見保育所
- 十文字保育所
- 三重保育所
- 睦合保育所
- 植田保育所
- ますだ保育園
- さんない保育園

### 大館市
- 城南保育園
- 有浦保育園
- 釈迦内保育園
- 十二所保育園
- 扇田保育園
- 東館保育園
- 西館保育園
- たしろ保育園

### 男鹿市
- 船川保育園
- 船越保育園
- 脇本保育園
- 北浦保育園

### 湯沢市
- 湯沢保育所
- あおぞら保育園
- 駒形保育園
- 稲庭保育園
- おがち保育園
- 皆瀬保育園

### 鹿角市
- 花輪さくら保育園
- 尾去沢保育園
- 毛馬内保育園
- 合ノ野保育園
- 大湯保育園
- はちまんたい保育園

### 由利本荘市
- 亀田保育園
- 道川保育園
- ゆり保育園
- 岩谷保育園
- 下川大内保育園
- 上川大内保育園
- 川内保育園
- 直根保育園
- 笹子保育園
- 西目保育園

### 潟上市
- 飯田川保育園
- 昭和中央保育園
- 昭和東保育園
- 昭和西保育園
- 二田保育園
- 追分乳児保育園
- 湖岸保育園
- 追分保育園

### 大仙市
- 協和保育園
- 淀川保育園
- 船岡保育園
- 刈和野保育園
- 強首保育園
- 神岡保育園
- 仙北南保育園
- おおた保育園
- 中仙西保育園
- 中仙東保育園
- 南外保育園

### 北秋田市
- 鷹巣中央保育園
- 鷹巣東保育園
- 米内沢保育園
- 前田保育園
- 阿仁合保育園
- 大阿仁保育園
- あいかわ保育園

### 仙北市
- 角館保育園
- 白岩小百合保育園
- 角館西保育園
- 中川保育園
- 生保内保育園
- 神代保育園
- ひのきない保育園
- にこにこ保育園

### 鹿角郡
- 七滝保育所

### 北秋田郡
- かみこあに保育園

### 山本郡
- 森岳保育園
- 下岩川保育園
- 金岡保育園
- 琴丘保育園
- 岩館子ども園
- 観海子ども園
- 八森子ども園
- 沢目子ども園
- 塙川子ども園
- 藤里保育園

### 南秋田郡
- 大潟村立保育園
- 大川保育園
- 内川保育園
- 井川こどもセンター

### 仙北郡
- 仙南保育園
- 千畑保育園
- 六郷保育園

### 雄勝郡
- 元西保育所
- 仙道保育所
- 田代保育所
- やまゆり保育園
- こばと保育園

## 私立保育所

### 秋田市
- 北保育園
- こどものいえ保育園
- ナーサリー土崎 - 旧・秋田市土崎保育所 2016年4月1日、秋田市から社会福祉法人翼友会に移管。
- キッズステーションしょうぐんの
- さくらんぼ保育園
- 第一ルンビニ園
- 第二ルンビニ園
- 城南園
- あきた保育園
- 白百合保育園
- みつば保育園
- みどり保育園
- わかこま第一保育園
- わかこま第二保育園
- 南通りすこやか保育園
- こぐま保育園
- かわしり保育園 - 旧・秋田市川尻保育所 2011年4月1日、秋田市から社会福祉法人山王平成会に移管。
- ほどの保育園 - 旧・秋田市保戸野保育所 2014年4月1日、秋田市から社会福祉法人太東会に移管。
- かわぐち保育園 - 旧・秋田市川口保育所 2016年4月1日、秋田市から社会福祉法人秋田県母子寡婦福祉連合会に移管。
- くれよんハウス
- やどめ保育園
- みそのベビー保育園
- ぱんだ保育園
- ナーサリー小鳥の木
- 日新保育園
- 勝平保育園
- はねかわ保育所
- やまばと保育園
- グリーンローズ保育園
- こばと保育園
- ひがし保育園
- さくら保育園
- こひつじ保育園
- こどものくに保育園
- あさひ保育園 - 旧・秋田市手形第二保育所 2004年4月1日、秋田市から社会福祉法人太東会に移管。
- 秋田駅東保育園
- グリーンローズてがた保育園 - 旧・秋田市手形第一保育所 2016年4月1日、秋田市から社会福祉法人グリーンローズに移管。
- めぐみ保育園
- ニチイキッズ秋田ひろおもて保育園
- 大野保育園
- かんば保育園
- ごしょの保育園
- 上北手保育園
- 牛島ルンビニ園 - 旧・秋田市牛島保育所 2014年4月1日、秋田市から社会福祉法人秋田聖徳会に移管。

### 能代市
- 能代感恩講保育所
- 轟保育園
- すぎ保育園
- まつばら保育園
- ひがし保育園

### 横手市
- 横手幼児園
- 横手マリア園
- アソカ保育園
- 明照保育園
- 白梅保育園
- 相愛保育園
- 和光保育園
- 常盤保育園
- むつみ保育園
- 旭保育園
- 金沢保育園
- みいりの保育園
- 浅舞感恩講保育園
- 下鍋倉保育所
- 樽見内保育園
- 吉田保育所
- 醍醐保育園
- 沼館保育園
- 大森保育園

### 大館市
- 大館乳児保育園
- エンジェル保育園

### 湯沢市
- 湯沢保育園
- みたけ保育園
- 深堀保育園
- 岩崎保育園
- 湯沢乳児保育園
- 双葉乳児保育園

### 鹿角市
- 杉の下保育園
- わかば保育園
- わんぱくはうす

### 由利本荘市
- 本荘保育園
- ひかり保育園
- 風の子保育園
- 石脇東保育園
- 石脇西保育園
- 小友保育園
- 内越保育園
- 石脇北保育園
- 子吉保育園
- 石沢保育園
- 松ヶ崎保育園
- 中央保育園
- 矢島保育園
- 永慶保育園
- みどり保育園

### 大仙市
- 内小友保育園
- 大川西根保育園
- 藤木保育園
- 大曲南保育園
- 大曲中央保育園
- はなだて保育園
- 四ツ屋保育園
- 大曲乳児保育園
- 大曲東保育園
- 大曲北保育園
- 角間川保育園
- どれみ保育園

### 北秋田市
- 鷹巣保育園
- 南鷹巣保育園
- 七日市保育園
- 綴子保育園

### にかほ市
- にかほ保育園
- 小出保育園
- つぼみ保育園
- 勢至保育園
- 白百合保育園
- ひまわり保育園
- 明星保育園
- 小砂川保育園
- 星城保育園

### 鹿角郡
- 小坂マリア園

### 山本郡
- 愛育会保育園
- 鵜川保育園
- 浜口保育園

### 南秋田郡
- 八郎潟保育園
- 五城目保育園

### 雄勝郡
- 西馬音内保育園
- 三輪保育園